# Campeonato Sul-Americano de Atletismo de 1979
O Campeonato Sul-Americano de Atletismo de 1979 foi a 30ª edição do evento, organizado pela CONSUDATLE entre os dias 31 de outubro a 4 de novembro na cidade de  Bucaramanga, na Colômbia. 

## Medalhistas

### Masculino
| Evento                      | Ouro                              | Ouro    | Prata                          | Prata   | Bronze                         | Bronze  |
| --------------------------- | --------------------------------- | ------- | ------------------------------ | ------- | ------------------------------ | ------- |
| 100 metros                  | Altevir de Araújo · Brasil        | 10.1    | Manuel Ramírez · Colômbia      | 10.4    | Reinaldo Lizardi · Venezuela   | 10.6    |
| 200 metros                  | Altevir de Araújo · Brasil        | 20.5    | Katsuhiko Nakaya · Brasil      | 20.8    | Héctor Daley · Panamá          | 21.1    |
| 400 metros                  | Geraldo Pegado · Brasil           | 46.20   | Antônio Dias Ferreira · Brasil | 46.90   | Héctor Daley · Panamá          | 47.40   |
| 800 metros                  | Cristián Molina · Chile           | 1:47.8  | William Wuycke · Venezuela     | 1:47.9  | Pedro Cáceras · Argentina      | 1:48.5  |
| 1 500 metros                | Emilio Ulloa · Chile              | 3:47.0  | José Velásquez · Venezuela     | 3:47.5  | Wilson de Santana · Brasil     | 3:47.9  |
| 5 000 metros                | Alejandro Silva · Chile           | 13:57.2 | Domingo Tibaduiza · Colômbia   | 14:03.4 | Johnny Pérez · Bolívia         | 14:16.1 |
| 10 000 metros               | Silvio Salazar · Colômbia         | 28:50.4 | Domingo Tibaduiza · Colômbia   | 28:51.2 | Víctor Maldonado · Venezuela   | 29:37.3 |
| 20 km marcha atlética †     | Ernesto Alfaro · Colômbia         | 1:29:31 | Waldemar da Silva · Brasil     | 1:29:37 | Jorge Quiñones · Colômbia      | 1:29:51 |
| Maratona †                  | Luis Barbosa · Colômbia           | 1:56:12 | Alfonso Torres · Colômbia      | 1:57:25 | Lucirio Garrido · Venezuela    | 1:59:30 |
| 110 metros barreiras        | Wellington da Nobrega · Brasil    | 14.4    | Carlos dos Santos · Brasil     | 14.6    | Andrés Lyon · Chile            | 14.9    |
| 400 metros barreiras        | Antônio Dias Ferreira · Brasil    | 50.7    | Donizete Soares · Brasil       | 51.1    | José Davis · Venezuela         | 51.5    |
| 3.000 metros com obstáculos | Germán Aranda · Colômbia          | 8:52.3  | Elói Schleder · Brasil         | 8:57.4  | Johnny Pérez · Bolívia         | 8:58.6  |
| 4×100 metros estafetas      | Venezuela                         | 40.0    | Brasil                         | 40.2    | Argentina                      | 40.4    |
| 4×400 metros estafetas      | Venezuela                         | 3:09.8  | Argentina                      | 3:10.5  | Brasil                         | 3:10.5  |
| Salto em altura             | Daniel Mamet · Argentina          | 2.12    | Geraldo Rodrigues · Brasil     | 2.09    | Iraja Cecy · Brasil            | 2.09    |
| Salto à vara                | Fernando Ruocco · Uruguai         | 4.70    | Tito Steiner · Argentina       | 4.60    | Henry Gómez · Chile            | 4.45    |
| Salto em comprimento        | Oswaldo Torres · Venezuela        | 7.67    | Carlos Gambetta · Argentina    | 7.58    | Francisco de Oliveira · Brasil | 7.57    |
| Salto triplo                | José Salazar · Venezuela          | 16.23   | Francisco de Oliveira · Brasil | 16.15   | Celso Pereira · Brasil         | 15.83   |
| Arremesso de peso           | Gert Weil · Chile                 | 16.42   | Jesús Ramos · Venezuela        | 16.22   | José Jacques · Brasil          | 16.20   |
| Lançamento de disco         | Sérgio Thomé · Brasil             | 56.10*  | Luis Palacios · Venezuela      | 54.42*  | José Jacques · Brasil          | 53.10*  |
| Lançamento do martelo       | José Vallejo · Argentina          | 63.44   | Celso de Moraes · Brasil       | 61.44   | Daniel Gómez · Argentina       | 57.60   |
| Lançamento do dardo         | Ramón Ángel Garmendia · Argentina | 72.32   | Orángel Rodríguez · Venezuela  | 70.32   | Paulo Hasse · Brasil           | 68.84   |
| Decatlo                     | Alfredo Silva · Chile             | 6991    | Ramón Montezuma · Venezuela    | 6964    | Claudio Escauriza · Paraguai   | 6791    |

### Feminino
| Evento                   | Ouro                          | Ouro   | Prata                       | Prata  | Bronze                             | Bronze |
| ------------------------ | ----------------------------- | ------ | --------------------------- | ------ | ---------------------------------- | ------ |
| 100 metros               | Beatriz Allocco · Argentina   | 11.7 = | Carmela Bolívar · Peru      | 11.8   | Esmeralda de Jesus Garcia · Brasil | 11.8   |
| 200 metros               | Beatriz Allocco · Argentina   | 23.5   | Tânia Miranda · Brasil      | 24.1   | Esmeralda de Jesus Garcia · Brasil | 24.1   |
| 400 metros               | Tânia Miranda · Brasil        | 54.2   | Margarita Grün · Uruguai    | 54.8   | Miriam Rojas · Colômbia            | 54.8   |
| 800 metros               | Alejandra Ramos · Chile       | 2:04.2 | Nancy González · Chile      | 2:09.8 | Adriana Marchena · Venezuela       | 2:10.4 |
| 1 500 metros             | Alejandra Ramos · Chile       | 4:23.2 | Teresa Rodríguez · Colômbia | 4:32.6 | Monica Regonesi · Chile            | 4:36.1 |
| 100 metros com barreiras | Yvonne Neddermann · Argentina | 14.2   | Olga Verissimo · Brasil     | 14.4   | Beatriz Capotosto · Argentina      | 14.7   |
| 4×100 metros estafetas   | Argentina                     | 46.0   | Brasil                      | 46.1   | Venezuela                          | 46.6   |
| 4×400 metros estafetas   | Brasil                        | 3:42.0 | Chile                       | 3:44.6 | Colômbia                           | 3:45.1 |
| Salto em altura          | Ana Maria Marcón · Brasil     | 1.75   | Liliana Arigoni · Argentina | 1.75   | Beatriz Bonfim · Brasil            | 1.70   |
| Salto em comprimento     | Themis Zambrzycki · Brasil    | 6.03   | Conceição Geremias · Brasil | 5.95   | Yvonne Neddermann · Argentina      | 5.92   |
| Arremesso de peso        | Magdalena Gómez · Colômbia    | 13.94  | Themis Zambrzycki · Brasil  | 13.84  | Maria Boso · Brasil                | 13.24  |
| Lançamento de disco      | Sandra Peres · Brasil         | 46.11  | Maria Boso · Brasil         | 42.54  | Selene Saldarriaga · Colômbia      | 41.78  |
| Lançamento do dardo      | Marli dos Santos · Brasil     | 50.92  | Neuza Trolezzi · Brasil     | 45.07  | Ana María Campillay · Argentina    | 42.30  |
| Pentatlo                 | Themis Zambrzycki · Brasil    | 4117   | Conceição Geremias · Brasil | 3880   | Yvonne Neddermann · Argentina      | 3833   |

† = A corrida foi interrompida aos 37 km. 

* = Disco leve (1.75 kg)

† = Corrida curta

## Quadro de medalhas
| Ordem | País      | Medalha de ouro | Medalha de prata | Medalha de bronze | Total |
| ----- | --------- | --------------- | ---------------- | ----------------- | ----- |
| 1     | Brasil    | 13              | 18               | 12                | 43    |
| 2     | Argentina | 7               | 4                | 7                 | 18    |
| 3     | Chile     | 7               | 2                | 3                 | 12    |
| 4     | Colômbia  | 5               | 5                | 4                 | 14    |
| 5     | Venezuela | 4               | 6                | 6                 | 16    |
| 6     | Uruguai   | 1               | 1                | 0                 | 2     |
| 7     | Peru      | 0               | 1                | 0                 | 1     |
| 8     | Panamá    | 0               | 0                | 2                 | 2     |
| 8     | Bolívia   | 0               | 0                | 2                 | 2     |
| 10    | Paraguai  | 0               | 0                | 1                 | 1     |

Legenda
| Recorde mundial       | Recorde mundial (World record)               |                       | Recorde africano                      | Recorde africano (African) |                                           | Q | Classificado por posição (Qualified) |
| Recorde do campeonato | Recorde do campeonato (Championship record)  | Recorde da América    | Recorde da América (Americas)         | q                          | Classificado por melhor tempo (Qualified) |   |                                      |
| Melhor marca do ano   | Melhor marca do ano (World leading)          | Recorde asiático      | Recorde asiático (Asian)              | DNS                        | Não largou (Did not start)                |   |                                      |
| Recorde nacional      | Recorde nacional (National record)           | Recorde europeu       | Recorde europeu (European)            | DNF                        | Não terminou (Did not finish)             |   |                                      |
| Recorde pessoal       | Recorde pessoal do atleta (Personal best)    | Recorde da Oceania    | Recorde da Oceania (Oceania)          | DSQ / DQ                   | Desclassificado (Disqualified)            |   |                                      |
| Recorde da temporada  | Recorde da temporada do atleta (Season best) | Recorde sul-americano | Recorde sul-americano (South America) | NM                         | Sem marca (No mark)                       |   |                                      |